# Rode Schouw
Rode Schouw is een wijk in Halsteren, een stadsdeel van de Nederlandse gemeente Bergen op Zoom. Het ligt aan de oostkant van de Steenbergseweg en wordt omringd door de wijken Jankenberg, De Schans en Halsteren Centrum. De wijk bestaat uit 75% koopwoningen en 25% huurwoningen.

## Openbaar vervoer
De wijk Rode Schouw heeft busverbindingen met Bergen op Zoom-Stad, Steenbergen en Rotterdam.
| Busvervoer Rode Schouw-Halsteren | Busvervoer Rode Schouw-Halsteren | Busvervoer Rode Schouw-Halsteren | Busvervoer Rode Schouw-Halsteren |
| -------------------------------- | -------------------------------- | -------------------------------- | -------------------------------- |
| Lijn                             | Route                            | Vervoerder                       | Bustype                          |
| 360                              | Rotterdam - Putte                | Arriva                           | Bravodirect                      |
| 361                              | Oud Gastel - Ossendrecht         | Arriva                           | Bravodirect                      |